# Малий Сурмет
Малий Сурме́т (рос. Малый Сурмет) — село у складі Абдулинського міського округу Оренбурзької області, Росія.

## Населення
Населення — 361 особа (2010; 512 у 2002).
Національний склад (станом на 2002 рік):
- мордва — 72 %